# Marc-Louis Solon
Marc-Emmanuel-Louis Solon, aussi dit Milès, né le 31 juillet 1835 à Montauban et décédé le 23 juin 1913 à Stoke-on-Trent en Angleterre, est un artiste céramiste français.

## Biographie
Solon naît à Montauban en Tarn-et-Garonne de Victor Hippolyte Solon, avocat, et Françoise Clotilde Wilhelmi. Son grand-père Marc Solon est notaire.
Malgré les réticences de sa famille à le voir vouloir devenir artiste, il étudie à l´École des beaux-arts et auprès d´Horace Lecoq de Boisbaudran.

## Carrière
Certains de ses travaux intéressent le directeur artistique de la Manufacture nationale de Sèvres. Il y travaille alors de 1862 à 1870. Là-bas, il expériemente avec H. Regnault et Gelly une nouvelle technique trouvée par hasard (ou plutôt par accident), en tentant de reproduire les décorations d´un vase chinois : le "pâte-sur-pâte", ou "pâte rapportée".
C´est à cette époque qu´il rencontre le marchand et artiste Eugène Rousseau, qui lui commande des pièces dites "pâtes rapportées", ou encore "pâte-sur-pâte" qui feront sa renommée. Ces œuvres sont signées sous le pseudonyme « Milès », car en tant qu'employé de la Manufacture nationale de Sèvres, Solon ne pouvait produire d'œuvres sous son vrai nom,.
À l'issue de l'exposition universelle de 1867, il fonde avec huit autres artistes la Société japonaise du Jinglar qui avait pour vocation d'organiser mensuellement des repas japonais entre ses membres à Sèvres, afin de promouvoir le japonisme dans les arts.
En 1870, durant la guerre franco-allemande il émigre en Angleterre à Stoke-on-Trent, où il devient un des artistes principaux de la manufacture de céramiques Mintons Ld. 
Son nouvel employeur, Mintons, voyant croître la popularité des pâte-sur-pâte, et Solon ne pouvant satisfaire à lui seul la demande, ce dernier forme des apprentis anglais à la technique, dont Frederick Alfred Rhead (en) pendant 8 ans ou encore Henry Hollins.
Il reste vivre en Angleterre à Stoke-on-Trent, où il réside alors au n°1 de The Villas,, jusqu'à sa mort en 1913.

## Famille
Solon épouse Laure, la fille du directeur artistique de la manufacture Minton, Léon Arnoux, dont il a 9 enfants : 8 garçons et une fille.
Leur fils aîné, Léon-Victor Solon, rejoint la manufacture Minton dans les années 1890 et en devient le directeur artistique entre 1900 et 1909. Il apporte une importante contribution au développement de l´art nouveau au sein des collections de céramique Minton, avant d´émigrer aux États-Unis

## Œuvres

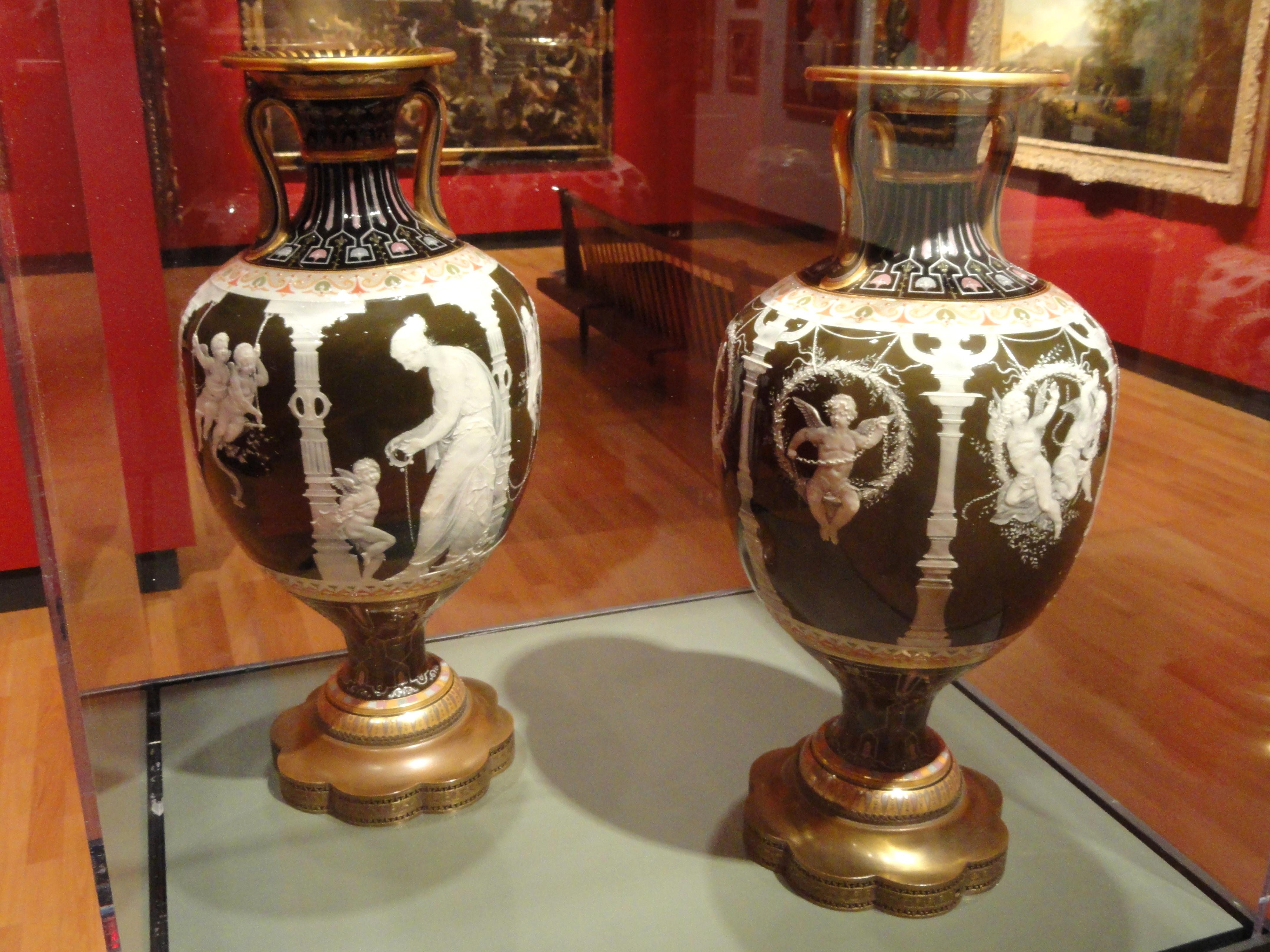
Vases Mintons exécutés par Marc-Louis-Emmanuel Solon en pâte-sur-pâte, 1880, Mount Holyoke College Art Museum.

Ses œuvres sont avant tout réputées pour leur utilisation et maîtrise de la technique de pâte-sur-pâte.
Solon représente des portraits, des silhouettes de femmes, des putti, de petits animaux et des oiseaux. Son style s´inspire largement de la Grèce antique, de la Renaissance, des peintures du XVIIe et XVIIIe ainsi que des cartes postales victoriennes.
Dans le tome XI de la revue des arts décoratifs en 1890, les premières œuvres en pâte-sur-pâte de Solon commandées par Eugène Rousseau sont décrites comme suit:

« Elles ont un charme spécial, des colorations subtilement nuancées, quelque chose qui trahit l'indécision des débuts et les gaucheries d'une palette donnant des surprises savoureuses. Ici, c'est un fond trop pâle pour la vigueur du ton des figures en pâtes rapportées. Là, au contraire, c'est le décor qui paraît anémique sur un fond un peu vif. Des gris s´associent à des roses incertains. Des profils de déesses se détachent en vigueur, d'une blancheur mate, comme des camées antiques, sur des bleus languissants. Tout cela est un peu maladif et pourtant adorable, d'un art précieux et délicat". »

À la suite de l´exposition universelle de 1867, ses œuvres jouissent déjà de beaucoup de popularité parmi les connaisseurs comme l'atteste cet extrait de la Gazette des Beaux-Arts de 1878 : 

« [...] M. Solon, l´élégant décorateur qui signe Milès des porcelaines recherchées par tous les amateurs de céramique moderne. »

Exemples d´œuvres :

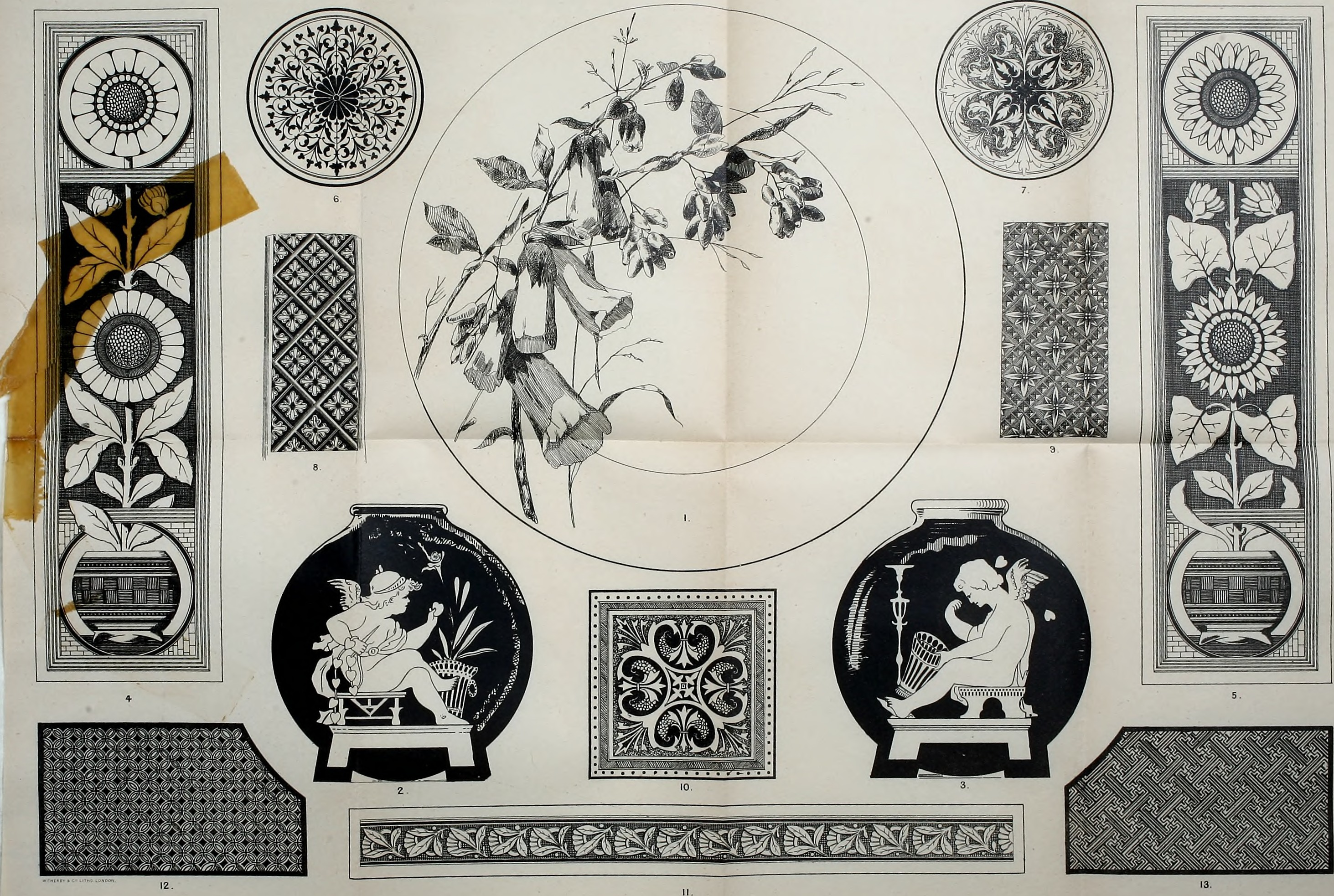
Reproduction des bouteilles de pèlerin exposées en 1878 à l'exposition de Paris (numéros 2 et 3)

- Une pièce de Solon est présentée par la Manufacture nationale de Sèvres à l´Exposition universelle de 1862. Il s´agit d´une cafetière en forme de tête d´éléphant, aujourd’hui conservée au Victoria and Albert Museum de Londres[11]
- A l´Exposition universelle de 1878 à Paris, Solon expose deux bouteilles de pélerin
- Solon expose un tableau de faïence "Ave, Maris Stella" en 1901[12]
- On peut admirer l´un de ses vases les plus grands à Osborne House.

## Formateur d'artistes céramistes
Solon a formé plusieurs apprentis de Minton à son minutieux procédé de pâte-sur-pâte, y compris Albion Birks qui a produit un vase Golden Jubilee pour la reine Victoria en 1887, auquel il a consacré 93 jours de travail. Certains putti de pâte-sur-pâte ont été produits par les élèves de Solon dans d’autres usines de céramiques de Stoke-on-Trent comme Doulton et George Jones (en).

## Littérature
Lors de ses premières années dans le Staffordshire, Solon commence une collection de poteries locales. Il utilise cette collection en 1883 pour sa publication The Art of the Old English Potter, un livre traitant des poteries produites avant que Josiah Wedgwood ne révolutionne cette industrie.
Parmi ses publications, on compte notamment :
- The Art of the Old English Potter
- A history and description of the old French faïence, with an account of the revival of faïence painting in France[14] (1903)
- A brief history of old english porcelain and its manufactories (Londres, 1903)[15]
- A History and Description of Italian Maiolica (Londres, 1907)
- Ceramic literature an analytical index to the works published in all languages on the history and the technology of the ceramic art (Londres, 1910)[15]
- Ceramic Literature (Londres, 1910)

Il collectionne également les livres sur la céramique, et après sa mort sa bibliothèque est rachetée par le collège technique local, grâce à des fonds donnés par le Carnegie United Kingdom Trust.